# Ischnus striatus
Ischnus striatus là một loài tò vò trong họ Ichneumonidae.